# Gulahavscettia
Gulahavscettia (Horornis canturians) är en östasiatisk fågel i familjen cettior inom ordningen tättingar.

## Kännetecken

### Utseende
Gulahavscettia är en rostbrun tätting, störst bland cettior och med en för familjen påtaglig storleksskillnad mellan könen, där honan är 15 centimeter lång och hanen 18. Den är mycket lik nära släktingen japansk cettia, men skiljer sig genom varmbrun istället för grönbrun ovansida, större storlek (både näbb, ben, vingar och stjärt), större skillnad i storlek mellan hane och hona samt ett brett, gräddfärgat ögonbrynssträck (japansk cettia har ett smalt, gråvitt). Vidare är näbben kraftig och ljus, ej tunn och mörk.

### Läten
Manchurisk cettia är en mycket ljudlig fågel. Lätena är mycket olika japanska cettians "tchak", snarare lika kinesiska trastsångarens "trek". Vanligast är ett rullande "chrek" eller kraftigare "trrrrek!", men även ett brunsångarlikt "trrrt". Sången påminner om japansk cettias, men är svagare, mindre fyllig och med kortare inledningsvissling, i engelsk litteratur beskriven som "pu-hu-hu-chirweeu" (underarten borealis) eller "tul-tul-tul-tul-tul-tul-tu" (canturians).

## Utbredning och systematik
Gulahavscettia delas vanligen in i två underarter med följande utbredning:
- Horornis canturians borealis – häckar i centrala och östra Kina, flyttar till södra Kina och Sydostasien
- Horornis canturians canturians – häckar i nordöstra Kina, sydöstra Sibirien och Korea, flyttar till Taiwan och Filippinerna

Tillfälligt har den påträffats i Indien.

### Släktskap
Systematiken kring arten har varit omstridd och komplicerad. Tidigare behandlades taxonet canturians istället som en underart till japansk cettia (H. diphone), vilket medförde att manchurisk cettia hade det vetenskapliga artnamnet H. borealis. Numera för de internationella taxonomiska auktoriteterna canturians istället till manchurisk cettia.

### Släktestillhörighet
Artena inom Horornis har tidigare ingått i släktet Cettia, men genetiska studier visar att dessa arter är närmare släkt med släktena Phyllergates, Abroscopus och Tickellia än med t.ex. sumpcettia (Cettia cetti).

## Levnadssätt
I norra delen av utbredningsområdet, exempelvis i Korea, häckar den i mycket täta buskage och Salix koreensis. Underarten canturians hittas även i ungskog, vassbälten, intill odlingsbygd samt i frodig växtlighet på sluttningar upp till 1500 meters höjd. Den för en tillbakadragen tillvaro och röjer sig oftast genom sina läten. Födan är dåligt känd men antas bestå av ryggradslösa djur och larver som den söker efter på marken eller upp till två meter upp i vegetationen. Även häckningsbiologin är dåligt känd. Den tros ha ett polygynt häckningsbeteende, men data saknas. Den häckar mellan mars och augusti i norr (borealis) och mellan maj och juni i söder (canturians).

## Status och hot
Arten har ett stort utbredningsområde och en stor population med stabil utveckling och tros inte vara utsatt för något substantiellt hot. Utifrån dessa kriterier kategoriserar internationella naturvårdsunionen IUCN arten som livskraftig (LC). Världspopulationen har inte uppskattats men den beskrivs som ganska vanlig till lokalt mycket vanlig.

## Namn
Arten kallades tidigare manchurisk cettia, men tilldelades ett nytt namn 2024 av Birdlife Sveriges taxonomikommitté för att mer korrekt återspegla dess utbredningsområde.